# كرادينيز باورشيب رؤوف بك
أم في كرادينيز باورشيب رؤوف بك (MV Karadeniz Powership Rauf Bey) هي سفينة طاقة عائمة ترفع علم ليبيريا، مملوكة ومُشغلة من قبل شركة كاربواشيب. بُنيت في عام 1982 في البرازيل وسُميت في البداية أم في غولف غرين، وأبحرت كـناقلة بضائع صب جاف تحت أسماء وأعلام مختلفة حتى تم شراؤها لتحويلها إلى سفينة طاقة في تركيا عام 2009. خدمت السفينة في البصرة، العراق، حيث زودت شبكة الكهرباء هناك بالطاقة. حاليًا، تقوم بتزويد السودان بالكهرباء.

## سفينة بضائع
بُنيت السفينة في حوض بناء السفن إيشيبراس التابع لشركة فيرولمي إستالييروس ريونيدوس دو برازيل في أنغرا دوس ريس، البرازيل، كـناقلة بضائع صب جاف في نوفمبر 1982. يبلغ طول السفينة 241.89 متر (793.6 قدم)، وعرضها 32.20، وغاطسها 6.50 متر (21.3 قدم). تزودها محركات الديزل الثمانية الأسطوانات من النوع K8 SZ 70/150CL المصنعة من قبل ميكانيكا بيسادا ساو باولو في البرازيل بقوة إجمالية تبلغ 17960 حصان، مما يدفع السفينة بسرعة 14.0 عقدة. بسعة حمولة تبلغ حمولة وزن الميناء75485، تبلغ سعتها الإجمالية 41449.
خدمت السفينة تحت أسماء غولف غرين، وإل بامبيرو، وأغيوس رافائيل قبل بيعها في يونيو 2009 إلى كاربواشيب.

## سفينة طاقة
تم تحويل الناقلة الأصلية إلى سفينة طاقة وإعادة تسميتها إلى كرادينيز باورشيب رؤوف بك. السفينة مسجلة تحت العلم الليبيري مع ميناء تسجيل في مونروفيا.
في أغسطس 2010، أبحرت سفينة الطاقة بقدرة توليد تبلغ 179 ميجاواط إلى البصرة، العراق، لسد نقص الكهرباء لنحو مليون شخص في الزبير وما حولها. في ذلك الوقت، اعتُبرت "أكبر سفينة طاقة في العالم". كانت سفينة أخرى من الأسطول، وهي كرادينيز باورشيب دوغان بك، تخدم بالفعل بقدرة 126 ميجاواط في نفس المنطقة من العراق.
في أبريل 2018، وقعت كارباوشيب عقدًا مع الشركة السودانية لتوليد الطاقة الحرارية (STPGC) لتزويد السودان بـ 150 ميجاواط لمدة 12 شهرًا.

## سجل السفينة
- سابقًا أم في غولف غرين حتى يوليو 1991،
- سابقًا أم في إل بامبيرو مملوكة لشركة نافيمار إس.أ. بالأرجنتين ومسجلة في جزر البهاما مع ميناء تسجيل في ناساو حتى يوليو 2001،
- سابقًا أم في أغيوس رافائيل مملوكة في قبرص ومسجلة في بنما حتى يونيو 2009.[1][8]